# Geraldo Graciano Da Silva Filho
Geraldo Graciano Da Silva Filho (ur. 3 czerwca 1990 w Aparecida de Goiânia) – brazylijsko-katarski siatkarz, grający na pozycji atakującego.
Posiada obywatelstwo katarskie. W 2020 roku występował w reprezentacji Kataru w azjatyckim turnieju kwalifikacyjnym do Igrzysk Olimpijskich 2020.
Waży 100 kg. Jego zasięg w ataku wynosi 365 cm, a w bloku 340 cm.

## Przebieg kariery
| Lata                  | Klub                          |
| --------------------- | ----------------------------- |
| 2008–2009             | Unisul/Joinville              |
| 2009–2012             | Sesi São Paulo                |
| 2012–2017             | Al Ahli SC                    |
| 2017–2018             | Ar-Rajjan SC                  |
| 2018–2019             | Espérance Sportive de Tunis   |
| 2019–2020             | Al Arabi Ad-Dauha             |
| 2020–2021             | Tokat Belediye Plevnespor     |
| 2021 (do 17.12.2021)  | Bursa Büyükşehir Belediyespor |
| 2021– (od 20.12.2021) | Tours VB                      |

## Sukcesy klubowe
Klubowe Mistrzostwa Ameryki Południowej:
- 2011

Liga brazylijska:
- 2011

Superpuchar Kataru:
- 2017

Liga katarska:
- 2018
- 2013

Klubowe Mistrzostwa Arabskie:
- 2018
- 2019

Puchar Emira:
- 2018, 2020

Superpuchar Tunezji:
- 2018

Puchar Tunezji:
- 2019

Liga tunezyjska:
- 2019

Puchar CEV:
- 2022[4]

Liga francuska:
- 2022[5]

## Sukcesy reprezentacyjne
Mistrzostwa Ameryki Południowej Juniorów:
- 2008